# プラハ - ベロウン線
プラハ - ベロウン線（チェコ語;Železniční trať Praha–Beroun）は、チェコ国鉄の鉄道線の名称である。路線番号は171。
170号線のプラハ近郊区間に相当する。

## 運行形態

### 定期列車
特急以上は170号線、174号線に記載し、ここでは普通列車のみ記す。なお、2016年以前は、174号線直通の特急がカルルシテインに停車していた。
普通列車は、平日の場合、午前と午後でダイヤが変わる。午前はプラハ～ルジェヴニツェ間が30分間隔、ルジェヴニツェ～ベロウン間が1時間間隔での運行となる。午後はプラハ～ルジェヴニツェ間が毎時4本、ルジェヴニツェ～ベロウン間が30分間隔での運行となる。また、朝のルジェヴニツェ行片道1本のみ快速運転する。休日は全て各駅停車で、全線に渡って30分間隔での運行。
大部分は線内のみの運行であるが、朝と夕方を中心に011号線と直通する、ルジェヴニツェ/ラドチーン～プラハ本駅～チェスキー・ブロドの運転系統もある。
- 過去の運行形態
2015年12月以前はヴェルカー・フルフレ、チェルノシツェ・モクロプスィ、フシェノリを通過する便も多数運行されていた他、平日午後の毎時4本運転はラドチーン以北に限られていた。
2016、17年は、平日も含めてすべての普通列車が各駅に停車していた。
2018年度のみ、平日朝の一部列車がヴェルカー・フルフレを通過していた。
2018年末より、平日朝の片道1本のみ、プラハ→ルジェヴニツェ間で快速運転する列車が設定された。

### 臨時列車
- クルジヴォクラート・エクスプレス号 (特急)
蒸気機関車。年8日のみ、スミーホフ - ベロウン - ルジナー間に一日1往復運行する。ベロウン以西は174号線と直通する他、スミーホフ以東は夏～秋の年3日に限り、プラハ本駅に乗り入れず、短絡線経由で210号線のブラニークまで乗り入れる。停車駅も特急同様、スミーホフ - ベロウン間ノンストップである。
2017年は、年5日の運行で、うち3日がスミーホフ発着、2日がブラニーク発着であった。2018年は、スミーホフ発着が春季に2日、ブラニーク発着が夏～秋に2日、プラハ本駅発着が秋に1日の運行であった。

- 蒸気機関車 (普通)
春季の年2日のみ、スミーホフ → ベロウン → ルジナー間に片道1本運行する。ベロウン以西は174号線と直通する。途中、スミーホフ - ベロウン間ノンストップである。2018年運行。

## 駅一覧
以下では、チェコ国鉄171号線の駅と営業キロ、停車列車、接続路線などを一覧表で示す。
- 種別
  - 超特急SC,EC,Exについては省略。170号線を参照。
  - R：特急（Rxも171号線内は同じ停車駅）
  - Os：普通
- 停車駅
  - ■印：全列車停車
  - ●印：一部通過
  - ｜印：全列車通過

| 路線名 | 駅名                           | 駅間営業キロ | 累計営業キロ       | 累計営業キロ              | R  | Os | 接続路線 | 所在地         | 所在地     |
| ------ | ------------------------------ | ------------ | ------------------ | ------------------------- | -- | -- | --- | -------------- | ---------- |
| 171    | プラハ本駅                     | -            | プラハ本駅から 0.0 | スミーホフ分岐点から -4.1 | ■  | ■  | 010号線（トルジェボヴァー方面） 070号線（ボレスラフ方面）、090号線（ベルリン方面） 120号線（クラドノ方面） 210号線（ドブルジーシ方面）、221号線（ブヂェヨヴィツェ方面） 地下鉄C線（ラードヴィー方面、ハーイェ方面） | プラハ         | プラハ     |
| 171    | スミーホフ駅                   | 4.6          | 4.6                | 0.5                       | ■  | ■  | 122号線、173号線、地下鉄B線 | プラハ         | プラハ     |
| 171    | ヴェルカー・フルフレ駅         | 6.3          | 10.9               | 6.8                       | ｜ | ●  | | プラハ         | プラハ     |
| 171    | ラドチーン駅                   | 3.0          | 13.9               | 9.8                       | ｜ | ■  | | プラハ         | プラハ     |
| 171    | チェルノシツェ駅               | 4.5          | 18.4               | 14.3                      | ｜ | ●  | | 中央ボヘミア州 | 西プラハ郡 |
| 171    | チェルノシツェ・モクロプスィ駅 | 1.5          | 19.9               | 15.8                      | ｜ | ●  | | 中央ボヘミア州 | 西プラハ郡 |
| 171    | フシェノリ駅                   | 2.5          | 22.4               | 18.3                      | ｜ | ●  | | 中央ボヘミア州 | 西プラハ郡 |
| 171    | ドブルジホヴィツェ駅           | 1.4          | 23.8               | 19.7                      | ｜ | ●  | | 中央ボヘミア州 | 西プラハ郡 |
| 171    | ルジェヴニツェ駅               | 3.8          | 27.6               | 23.5                      | ｜ | ■  | | 中央ボヘミア州 | 西プラハ郡 |
| 171    | ザドニー・トルジェバニ駅       | 2.7          | 30.3               | 26.2                      | ｜ | ■  | 172号線 | 中央ボヘミア州 | ベロウン郡 |
| 171    | カルルシテイン駅               | 3.5          | 33.8               | 29.7                      | ｜ | ■  | | 中央ボヘミア州 | ベロウン郡 |
| 171    | スルブスコ駅                   | 3.8          | 37.6               | 33.5                      | ｜ | ■  | | 中央ボヘミア州 | ベロウン郡 |
| 171    | ベロウン駅                     | 4.8          | 42.4               | 38.3                      | ■  | ■  | 170号線、173号線、174号線 | 中央ボヘミア州 | ベロウン郡 |